# Polytremis pellucida
Polytremis pellucida es una especie de mariposa, de la familia de los hespéridos.

## Distribución
Polytremis pellucida está distribuida entre la región indomalaya y el Paleártico y ha sido reportada en al menos 10 países o regiones diferentes.

## Plantas hospederas
Las larvas de P. pellucida se alimentan de plantas de la familia Poaceae. Entre las plantas hospederas reportadas se encuentran Miscanthus sinensis, Oryza sativa y especies no identificadas de los géneros Phragmites, Sasa.